# Marcos Saglietti
Marcos Saglietti (Sunchales, Provincia de Santa Fe, 2 de enero de 1986) es un baloncestista que juega en la posición de escolta en San Isidro de la La Liga Argentina.

## Trayectoria
Formado en la cantera de Libertad, Saglietti se convirtió en un jugador emblemático del conjunto sunchalenses por haber jugado durante casi toda su carrera allí. Debutó siendo un juvenil en 2002 en un partido ante Andino, pero para su segunda temporada ya era parte de la rotación del plantel. Su aporte fue importante para su equipo en la conquista de la Liga Sudamericana de Clubes 2007, pero sin lugar a dudas la temporada 2007-08 de la LNB fue el momento más exitoso de su carrera, ya que ese año su equipo se consagró campeón de la liga y él fue reconocido, simultáneamente, como el Jugador de Mayor Progreso y el Mejor Sexto Hombre de la LNB.
Se alejó de Libertad en 2013, jugando una temporada para Argentino de Junín y otra para Sionista de Paraná, pero regresó al club en 2015. En 2017 los sunchaleses vendieron su plaza y por lo tanto descendieron a La Liga Argentina. Saglietti no acompañó la decisión, por lo que decidió migrar a Chile para jugar con el Deportes Castro, retornado luego a la LNB, como parte del plantel de Argentino de Junín. De todos modos, al año siguiente, cuando Libertad regresó a la liga profesional más importante del país, el escolta fichó para ellos. Sin embargo su temporada fue muy accidentada, ya que una lesión en la espalda lo dejó afuera de una gran cantidad de partidos. Al concluir el campeonato se alejó de la institución, uniéndose a Platense, pero no pudo estar alejado más de un año de Libertad.
Al término de la temporada 2020-21 de la LNB -en la que el escolta promedió 9 puntos y 3,3 rebotes en 38 partidos- nuevamente el club sunchalense tuvo que vender su plaza por problemas económicos, por lo que nuevamente Saglietti escogió permanecer en la categoría, esta vez jugando para Hispano Americano. El descenso del equipo patagónico al finalizar la temporada acabó el vínculo que el jugador tenía con el club, por lo que fichó para la siguiente temporada con La Unión de Formosa.

### Clubes
| Club                | País      | Año             |
| ------------------- | --------- | --------------- |
| Libertad            | Argentina | 2002 - 2013     |
| Argentino de Junín  | Argentina | 2013 - 2014     |
| Sionista            | Argentina | 2014 - 2015     |
| Libertad            | Argentina | 2015 - 2017     |
| Deportes Castro     | Chile     | 2017            |
| Argentino de Junín  | Argentina | 2017 - 2018     |
| Libertad            | Argentina | 2018 - 2019     |
| Platense            | Argentina | 2019 - 2020     |
| Libertad            | Argentina | 2020 - 2021     |
| Hispano Americano   | Argentina | 2021 - 2022     |
| La Unión de Formosa | Argentina | 2022 - 2024     |
| San Isidro          | Argentina | 2024 - Presente |